# Gary Ilman
Gary Ilman (Glendale, 13 de agosto de 1943) es un nadador estadounidense retirado especializado en pruebas de estilo libre, donde consiguió ser campeón olímpico en 1964 en los 4 x 100 metros estilo libre.

## Carrera deportiva
En los Juegos Olímpicos de Tokio 1964 ganó la medalla de oro en los relevos de 4 x 100 metros estilo libre, con un tiempo 3:33.2 segundos, por delante de Alemania (plata) y Australia (bronce); sus compañeros de equipo fueron los nadadores: Steve Clark, Mike Austin y Don Schollander.